# Christopher Wlezien
Christopher Brian Wlezien (* 25. April 1961 in Oak Lawn, Illinois) ist ein US-amerikanischer Politikwissenschaftler und Professor an der University of Texas at Austin. In seiner Forschung beschäftigt er sich schwerpunktmäßig zum einen mit Wahlforschung, dabei insbesondere mit der Rolle von Wahlkämpfen für die Parteipräferenzen der Wähler sowie mit Wahlprognosen. Ein weiterer Forschungsschwerpunkt behandelt zum anderen Fragen der politischen Repräsentation in Demokratien, wobei er insbesondere zum Zusammenhang zwischen öffentlicher Meinung und Politikinhalten forscht.

## Werdegang
Wlezien studierte Politikwissenschaft mit den Nebenfächern Mathematik und Wirtschaftswissenschaft am Saint Xavier College in Chicago und schloss dort 1984 mit einem Bachelor ab. Anschließend wurde er Doktorand an der University of Iowa, wo er 1989 unter der Betreuung von Peverill Squire mit seiner Dissertationsschrift The Political Economy of the Budgetary Process promoviert wurde. Anschließend erhielt er eine Stelle als Assistant Professor an der University of Houston und wurde dort 1995 zum Associate Professor befördert. 1997 wurde er in Houston zudem Gründungsdirektor des dortigen Institute for the Study of Political Economy. 2001 wechselte Wlezien nach Großbritannien an die University of Oxford, an der er Fellow des Nuffield College wurde sowie zunächst als Lecturer für quantitative Methoden und vergleichende Politikwissenschaft und ab 2002 als Reader für vergleichende Regierungslehre tätig war.
2005 ging er zurück in die Vereinigten Staaten und nahm dort eine Professur für Politikwissenschaft an der Temple University in Philadelphia an. 2013 wechselte Wlezien an die University of Texas at Austin, an der er zum Hogg Professor of Government berufen wurde.
Daneben war er als Gastforscher von 2008 bis 2016 weiterhin mit dem Nuffield College in Oxford affiliiert, von 2008 bis 2015 zudem auch mit der IE University in Madrid sowie seit 2010 an der McGill University in Montreal. Kürzere Aufenthalte als Gastwissenschaftler führten ihn darüber hinaus unter anderem an die Columbia University in New York (2003–2004), die Sciences Po in Paris (2007), die University of Manchester (2009–2010), das Europäische Hochschulinstitut in Florenz (2010), die Universität Mannheim (2013–2014), die Academia Sinica in Taipeh (2016), die Australian National University in Canberra (2017), die Universität Kopenhagen (2018), die Technische Universität München (2022), sowie die Universität Panthéon-Assas in Paris (2023).
Er war von 2005 bis 2011 Gründungs-Chefredakteur der Fachzeitschrift Journal of Elections, Public Opinion, and Parties und darüber hinaus Mitglied des Herausgebergremiums weiterer hochrangiger Fachzeitschriften wie dem American Journal of Political Science (2017–2018), Political Analysis (2003–2008), dem Journal of European Public Policy (2001–2014 und seit 2019) und Electoral Studies (2000–2023).
Von 2021 bis 2022 war er Präsident der Southern Political Science Association, deren Vizepräsident er zuvor bereits von 2018 bis 2019 war. Von 2017 bis 2019 war er zudem Vorsitzender der Political Forecasting Group in der American Political Science Association und zuvor von 2015 bis 2017 deren stellvertretender Vorsitzender. 2024 wurde Wlezien zum Mitglied der American Academy of Arts and Sciences gewählt.

## Rezeption
Die Veröffentlichungen Wleziens wurden bisher über 13.000 Mal in anderen Forschungsarbeiten zitiert, mit einem h-Index von 52 (Stand: August 2023). Seine meistzitierten Werke sind dabei ein 1995 im American Journal of Political Science erschienener Artikel, in dem er am Fall der Vereinigten Staaten ein „thermostatisches“ Modell des Zusammenhangs zwischen öffentlicher Meinung und Staatsausgaben entwickelt, sowie sein 2011 gemeinsam mit Stuart Soroka veröffentlichtes Buch Degrees of Democracy, in welchem dieses Modell im Ländervergleich weiterentwickelt wird. Auf beide Veröffentlichungen wurde bisher jeweils in mehr als 1.300 anderen Forschungsarbeiten verwiesen.

## Werke (Auswahl)
Als Autor
- mit Stuart Soroka: Information and Democracy: Public Policy in the News. Cambridge University Press, 2022.
- mit Robert S. Erikson: The Timeline of Presidential Elections: How Campaigns Do (and Do Not) Matter. University of Chicago Press, 2012.
- mit Stuart Soroka: Degrees of Democracy: Politics, Public Opinion and Policy. Cambridge University Press, 2010.

Als Herausgeber
- Herausgegeben mit Peter Enns: Who Gets Represented? Russell Sage Foundation, 2011.
- Herausgegeben mit Pippa Norris: Britain Votes. Oxford University Press, 2005.
- Herausgegeben mit Mark N. Franklin: The Future of Election Studies. Elsevier, 2002.